# Michael P. Candy
Michael Philip Candy, född 23 december 1928 i Bath, England, död 2 november 1994, Perth, Australien, var en brittisk astronom.
Han var verksam vid Observatoriet i Greenwich och Perth-observatoriet.
Minor Planet Center listar honom som M. P. Candy och som upptäckare av 3 asteroider, mellan 1980 och 1981.
Asteroiden 3015 Candy är uppkallad efter honom.

## Asteroider upptäckta av M. P. Candy
| 3893 DeLaeter                               | 20 mars 1980      |
| 3894 Williamcooke A                         | 14 augusti 1980   |
| 3898 Curlewis                               | 26 september 1981 |
| Upptäckt tillsammans med: A Peter Jekabsons |                   |